# بزرگ‌ترین جشنواره دنده کانادا

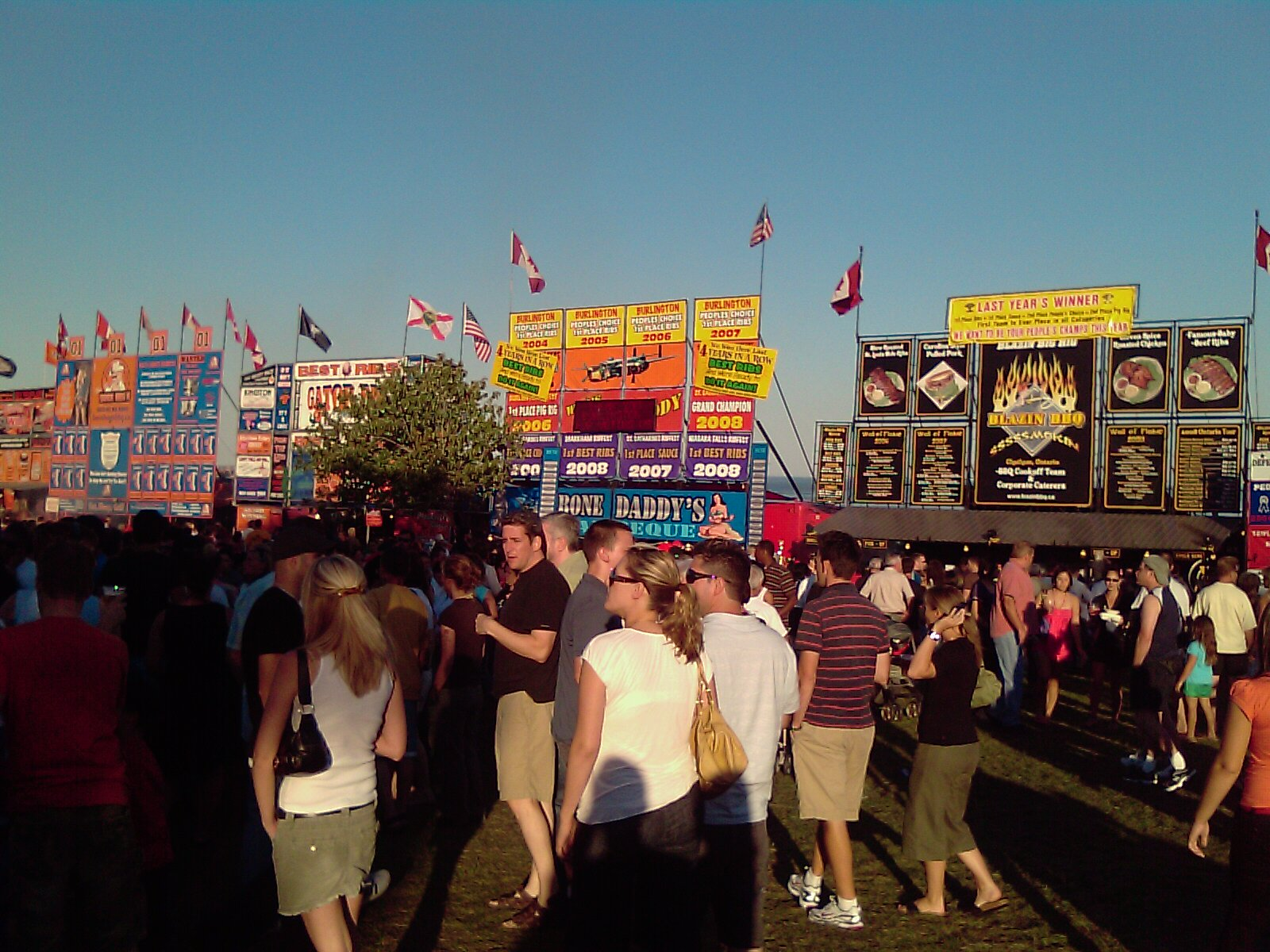
جشنواره در سال ۲۰۰۸

بزرگ‌ترین جشنواره دندهٔ کانادا ، نام یک فستیوال سالانه در شهر برلینگتون، انتاریو است. این فستیوال در پارک اسپنسر اند اسمیت در ساحلدریاچه اونتاریو برگزار می‌شود.